# اورلا چنائویی
اورلا چنائویی (به انگلیسی:Orla Chennaoui) (به ایرلندی:née Heron) متولد ۱۹۷۹ میلادی روزنامه‌نگار تلویزیونی ایرلند شمالی و قهرمان اسبق پرش سه‌گانه در سراسر ایرلند است. چنایی در دراپراستاون، شهرستان لندوندری در ایرلند شمالی به دنیا آمد.
وی پس از گذراندن مدرک حقوق و زبان فرانسه در دانشگاه کویینز بلفاست، به ادینبورگ رفت تا در دانشگاه ناپیر دیپلم کارشناسی ارشد روزنامه‌نگاری بگیرد. در حالی که در ادینبورگ بود، چنائویی کار روزنامه‌نگاری خود را آغاز کرد.
در سال ۲۰۰۵میلادی، وی به عنوان خبرنگار ایرلند شمالی به اسکای نیوز پیوست. در سال ۲۰۱۰میلادی اقدامی در زمینه پخش ورزشی برای اسکای اسپرت در زمینه تخصصی دوچرخه سواری انجام داد. وی همچنین خبرنگار اصلی اسکای اسپرت برای بازی‌های المپیک ۲۰۱۲میلادی و ۲۰۱۶میلادی بود.
در سال ۲۰۱۹میلادی، شبکه اسکای را ترک کرد و به عنوان مجری اصلی پوشش ایستگاه از رویدادهای دوچرخه سواری به یورو اسپرت پیوست. سپس وی با مراد متولد مراکش ازدواج کرد. آنها دو فرزند دارند آن‌ها در لندن و آمستردام زندگی می‌کنند.